# Neuhof (Dobbertin)
Koordinaten: 53° 39′ N, 12° 3′ O

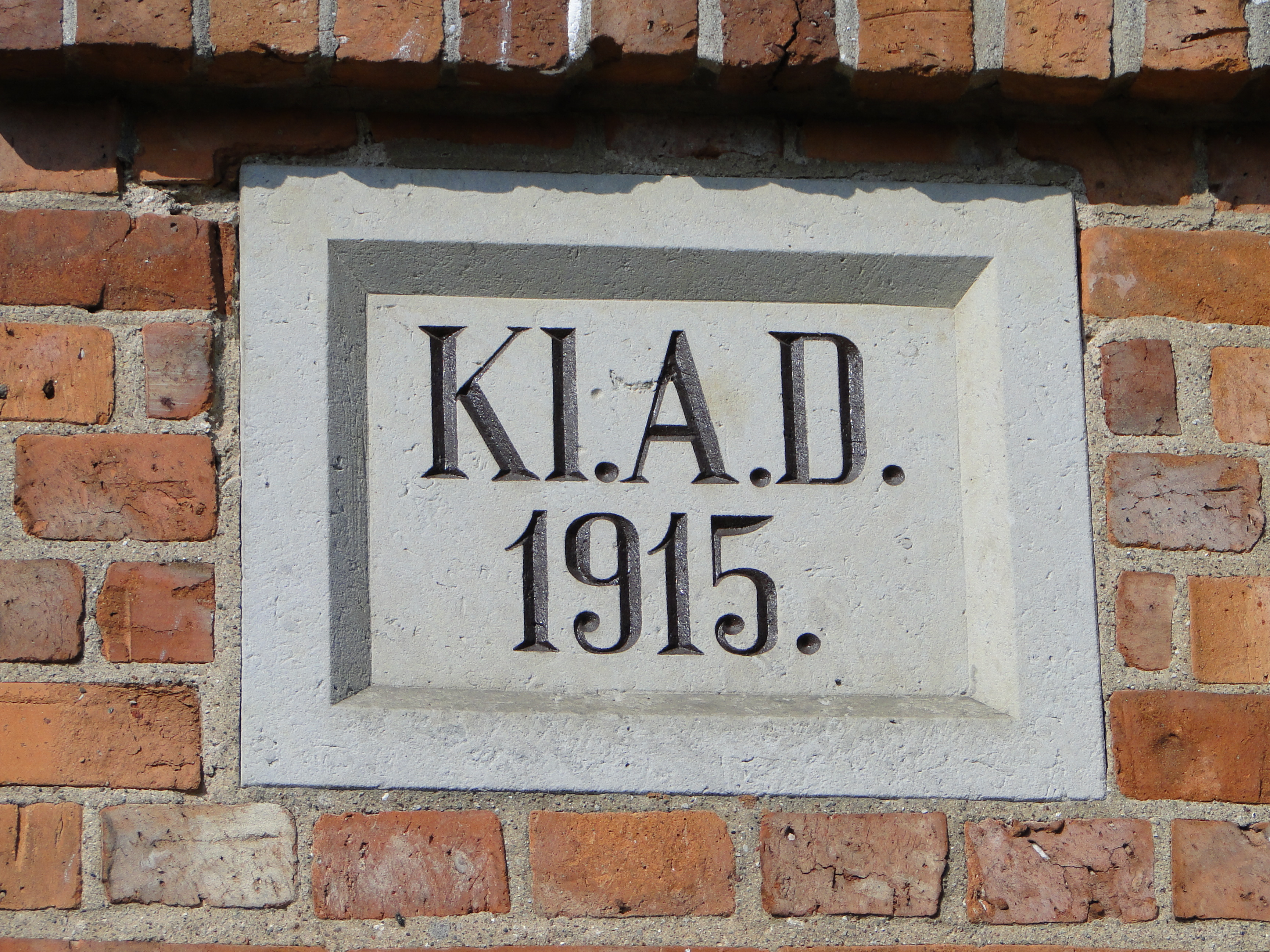
Giebelinschrift „Klosteramt Dobbertin 1915“ (2011)

Neuhof ist ein Ortsteil der Gemeinde Dobbertin im Amt Goldberg-Mildenitz, Landkreis Ludwigslust-Parchim. Er liegt am nordwestlichen Rand des Naturparks Nossentiner/Schwinzer Heide in Mecklenburg.

## Geschichte

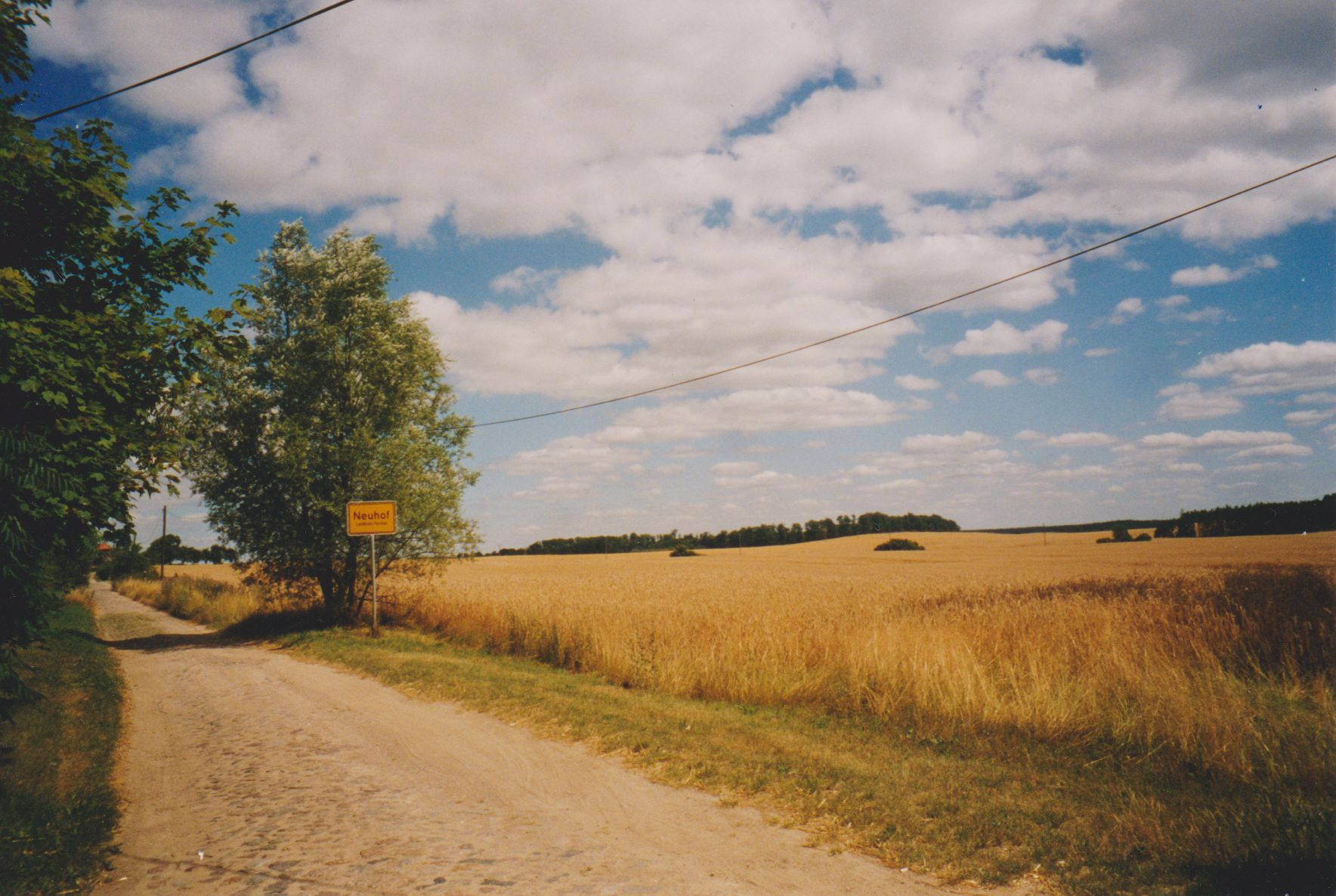
Landweg (1999)

Um 1540 wurde durch das Kloster Dobbertin nach Waldrodung de nie Hoff als dritter Hof im Bereich der Klosteramtsverwaltung angelegt. Zwischen dem Schwarzen See im Nordwesten und dem Weißen See im Südosten errichtete man zunächst einen Meierhof mit einer Schäferei.
Im Kirchenvisitationsprotokoll von 1649 wird der Hoff Neuhoff genannt und um 1700 als Meierei, den späteren Pachthof, bezeichnet. Eine Umwandlung in ein Bauerndorf ist nie erfolgt, da es bis 1790 noch keine Kathen als Unterkunft gab. Die in Neuhof arbeitenden Tagelöhner, die kein festes Arbeitsverhältnis hatten, kamen aus dem 1 km entfernten Kläden zur täglichen Arbeit.
Der Dobbertiner Pastor Caspar Wilhelm Heerder notierte am 3. Juli 1703 im Dobbertinschen Kirchspiel folgende Neuhöfer Beichtleute: Caspar Gertz, Hans Lortz, Jacob Thons, Joachim Neils, Claß Ekelberg, Jonas Ridt, Arndt Gätt und drei Knechte. 1751 waren auf dem Hof in Neuhof der Verwalter Wilhelm Passow mit Frau und Sohn, Neel Gösseln, Liese Weltzien, Johann Möller, Johann Eickelberg und Johann Wandschneider. Ab 1747 wurden Gerichtssachen der Untertanen wegen Diebstahl und Schulden immer vor dem Klosteramtsgericht im Amtshaus des Klosterhauptmanns im Kloster Dobbertin behandelt. 1794 verklagte das Dobbertiner Klosteramt den Pensionär Seidel und 1809 den Pächter Carl Leopold Stammer wegen Pachtschulden.
Im Mecklenburg-Schweriner Anzeiger von 1815 war vom Konkurs des Pächters Stammer zu lesen. Dass wirtschaftliche Notlagen auch Gutspächtern Sorgen bereiteten, wurde vor 1869 deutlich. In den Jahren hatten sechs Pächter von Klostergütern „um Abhülfe ihres Nothstandes gebeten. das gänzliche Fehlschlagen der Ölfrucht, die unerhört niedrigen Wollpreise und die Schwierigkeit, Geld selbst zu hohen Zinsen anzuleihen“.  Hilfe gab es von den Klostervorstehern in Form eines dreijährigen 20%igen Nachlasses der Jahrespacht.
Die Größe der Neuhofer Feldmark wurde häufig mit 1.139 ha angegeben. Davon waren jedoch mehr als 750 ha Forstländereien, die nicht zur Pachtung gehörten. Dem Pächter standen 1928 lediglich 232 ha zur Verfügung, wovon 1937 noch 3 ha zur Forst geschlagen wurden. Vom Klosteramt war die Sieben-Felderwirtschaft vorgeschrieben. Die zwischen 22 und 40 ha großen Schläge wurden mit Vollbrache, Winter- und Sommerkorn, Blatt- und Hackfrüchten, Klee und Kartoffeln bestellt. 1940 waren von den 229,5 ha Gesamtfläche 191 ha Ackerland, 5 ha Wiesen, 14 ha Weiden, 7 ha Wasser durch den Weißen und Schwarzen See, 3 ha Garten und Umland mit Hof und Wegen. Östlich des Pächterhauses befindet sich der Weiße See. Auf der westlichen Seite hinter der Scheune und dem Schweinestall liegt der Schwarze See.
Am 30. April 1945 verließen die letzten Angehörigen der Pächterfamilie Voß das Gut in Neuhof nach Dassow in Richtung Lübeck. Der Treck bestand aus drei Gummiwagen, neun Pferden, 15 Kindern im Alter von drei Tagen bis 12 Jahren, 12 Frauen und Pächter Wilhelm Fritz Voß. Da Dassow als Grenze am 1. Juli 1945 von den Amerikanern den Russen übergeben wurde, zogen die Voß am 24. Juli wieder nach Neuhof. Sie kamen nur bis Dobbin und wurden dort unter Zurücklassung der Pferde und Wagen in das ehemalige KZ Wöbbelin verbracht, das durch die Sowjetische Militäradministration (SMAD) als Aufnahmelager für Flüchtlinge und Evakuierte genutzt wurde. Dort gelang es ihnen nach fünf Wochen Aufenthalt, durch Bestechung aus dem Lager zu flüchten und über die Grenze nach Westen zu kommen.
1952 wurde die LPG „Ernst Thälmann“ gegründet, die sich 1960 mit der Genossenschaft in Dobberin vereinigte.
1966 wurden die Häuser an die Trinkwasserleitungen angeschlossen. Zur besseren Wasserversorgung wurde 1983 ein neuer Brunnen gebaut.

### Gutshof

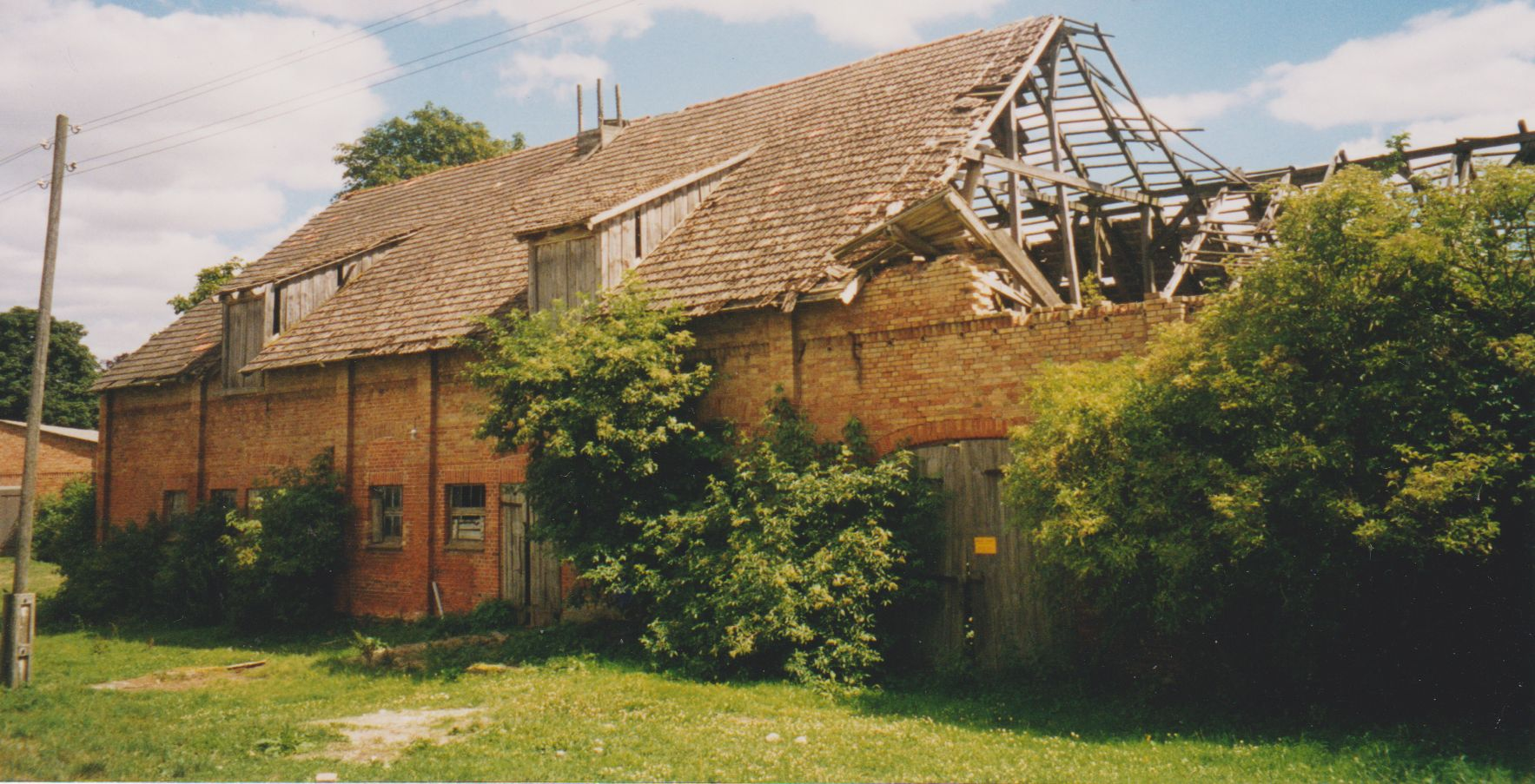
Ruine des Viehhauses (1999)

Nach 1705 standen neben dem Pächterhaus eine Scheune, ein Viehhaus sowie ein kombinierter Schweine- und Hühnerstall. Später kam noch ein Pferdestall dazu. Neben dem Schäferhaus befanden sich im Schafstall um die 700 Schafe. 1737 soll die Scheune baufällig gewesen sein. Nach dem Inventarium vom Guthe Niehoff Anno 1744 bewirtschafte der Pensionär (Pächter) Joachim Friedrich Wienecke den Hof. In dem am 12. Juni 1744 vom Küchenmeister Christian Gottlieb Crullen als Finanzbeamter des Klosters für das Gut Niehoff aufgestellten Inventarium gab es folgende Gebäude: Das Wohnhaus, die kleinen Ställe und der Wagen-Schauer, die Neue Scheune, der vormalige Schäffer-Stall als Vieh-Stall und der Schäffer-Kathen. Vermerkt wurden auch 16 Obstbäume und 460 Schafe. 1757 wurde ein neues Verwalter-Haus gebaut.
In den Mecklenburgischen Nachrichten vom 6. Juni 1761 war unter Fragen und Antworten zur Verpachtung von Neuhof zu lesen: Dem Publico wird bekannt gemacht: „Das Trinitatus 1762 folgende Verpachtungen im hiesigen Kloster-Amte außer Pacht fallen und bemeldeten Zeit allhier wieder verliefert werden soll, also den 17. Juni d. J. der Hof Neuhhof. Der Theer-Ofen zu Rum Kogelck (wohl bei Jellen) den 18. Juni d. J. die Schamper Wasser- und Wind-Mühle, der Krug zu Rüst. Solchen nach können die Liebhaber zu solcher Pachtung, sich gedachte Tage, des Morgens um 9 Uhr, hierselbst einfinden, auch zuvor davon hier nähere Nachricht bekommen. Dobbertin, den 28. April 1761. Provisores, Closter-Hauptmann und Beambte hierselbst.“
1774 schlossen der Klosterhauptmann Hans Friedrich Christian von Krakewitz auf Briggow mit seinen beiden Provisoren Jobst Hinrich von Bülow auf Woserin und August Friedrich von Stralendorff auf Gamehl einen Pachtvertrag mit Nicolaus Friedrich Brauer zum Hof Neuhof und der Meierei in Kläden. Dazu gehörten auch die Kuh- und Schweinelisten sowie „die Schaffe bey der Neuhöffer Scheune“.
1816 wurde ein neuer Schafstall errichtet. Der Wismarer Privatbaumeister und Architekt Heinrich Thormann lieferte 1852 im Auftrag des Dobbertiner Klosterhauptmann Carl Peter Johann von Le Fort auf Boeck Zeichnungen mit Details zu den Dachbindern für den Bau einer Scheune. 1852 baute Thormann in Dobbertin das Postgebäude und 1854–1857 war er für die innere Restaurierung der Dobbertiner Klosterkirche verantwortlich.
Am 23. Juli 1867 war bei einem heftigen Gewitter durch Blitzschlag das Viehhaus niedergebrannt. Schon im Oktober 1867 wurde nach Zeichnungen mit Kostenanschlag und Materialzusammenstellung des Lübzer Landbaumeisters Paul Dreyer das neue Viehhaus von 140 Fuß Länge und 48 Fuß Breite für 50 Kühe begonnen. Statt Dachziegel aus Ton wurde erstmals Dachpappe aus der Rostocker Dachpappenfabrik verwendet. 1869 wurde ein neuer Pferdestall und 1885 wurde ein Füllen- und Hühnerstall nach Zeichnungen des Maurermeisters Rolack erbaut.
Pächter des Klosteramtes:
- 1621 erwähnt Hans Haße, Müller aus Waren.
- 1640–1647 Peter Möller zu Rostock.
- 1645–1652 Jacob Stresen (Strutz).[9]
- 1652–1657 Michell Marnitz.
- bis 1699 Capar Gerds (†12. 10. 1699)
- 1722–1733 Dietrich Wiencke, ab 1725 Spendin und Kläden.
- 1733–1745 Joachim Friedrich Wiencke.
- 1768–1786 Nicolaus Friedrich Brauer, auch Meierei Kläden.[10]
- 1745–1765 Jürgen Wilhelm Passow.
- 1768–1796 Nicolaus Friedrich Seidel.
- 1802–1804 Hans Jürgen Friedrich Brauer.
- 1804–1807 Johann Jacob Schmidt zu Knipphagen.
- 1807–1813 Carl Leopold Stammer.[11]
- 1821–1841 Georg Wienecken mit Spendin, Pachtvertrag mit 35 Paragraphen.[12]
- 1848–1849 Friedrich Seidel aus Wismar.
- 1850–1863 Johann Gustav Eckengren aus Warsow, danach im Landes-Arbeitshaus in Güstrow.[13]
- 1864 erwähnt Ludwig Rusch.
- 1876–1887 Ludwig Rusch, 1883 Pachtstundung durch schlechte Ernte.
- 1886–1899 Inspektor Wilhelm Carl Voß auf Weitendorf.[14]
- 1900–1929 Sohn Wilhelm Karl Friedrich Voß.[15]
- 1930–1945 Sohn Wilhelm Fritz Voß.

Mit der Übernahme des Hofes 1886 durch Wilhelm Voß hatte eine Pächterdynastie über vier Generationen bis zum Ende der Gutswirtschaft am 30. April 1945 das Sagen in Neuhof. 1927 hatte das Gut 17 Pferde, 60 Rinder, davon 34 Milchkühe und 50 Schweine. Der letzte Pachtvertrag wurde 1942 abgeschlossen und sollte bis 1960 gelten.

### Gutshaus

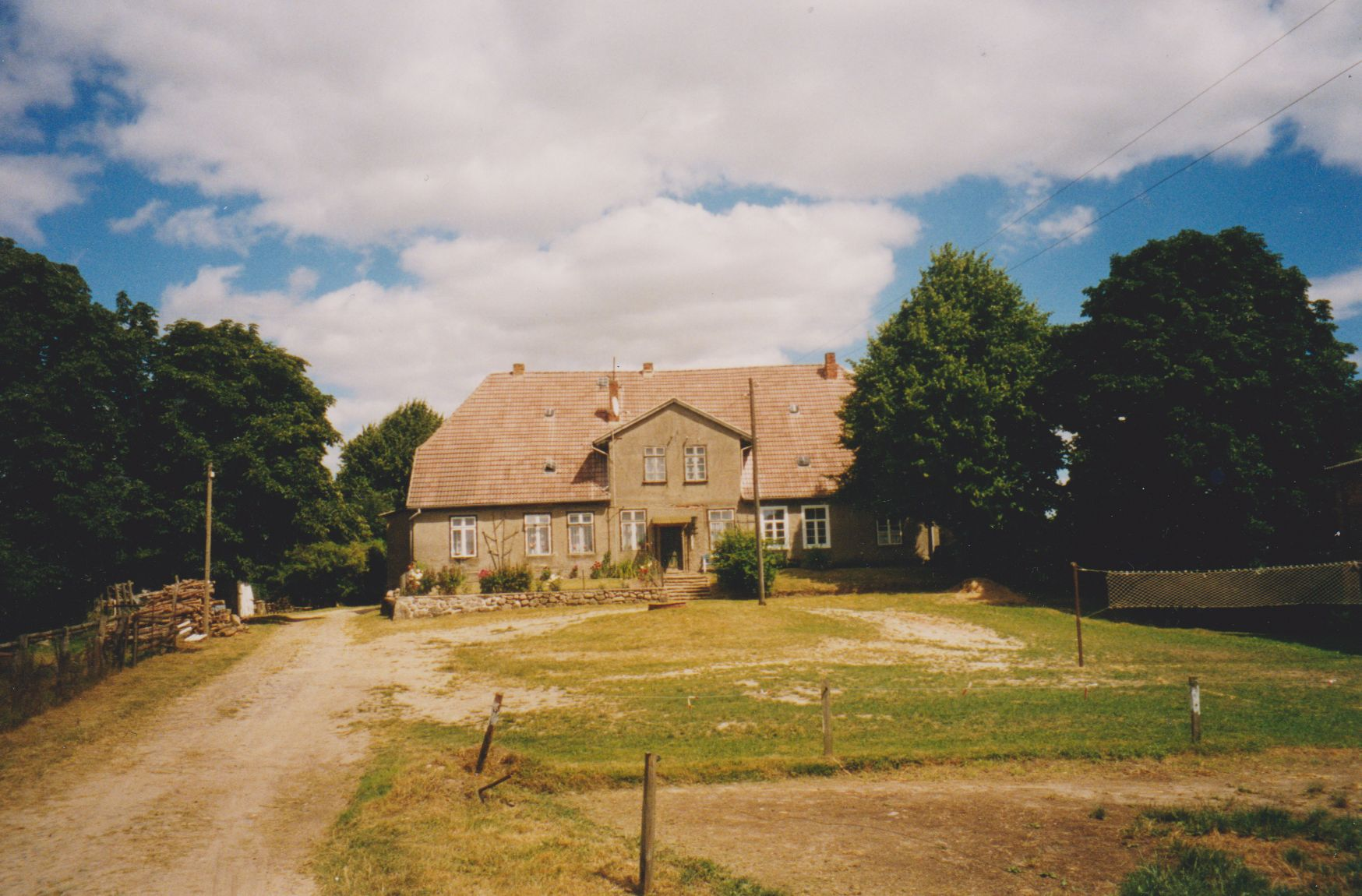
Gutshaus (1999)

Das heutige Gutshaus wurde 1815 erbaut. Das erhöht liegende einstöckige Fachwerkgebäude mit Ziegelausfachung und hohem Krüppelwalmdach hat zur Hofseite neun Achsen, von denen drei zu einem zweistöckigen Mittelrisaliten gehören. An der Gartenseite wurde das Haus durch einen Anbau erweitert. Der schlichte Bau vermittelt heute noch einen Eindruck von der Lebensweise der früheren Pächter.

### Gebäude im Dorf

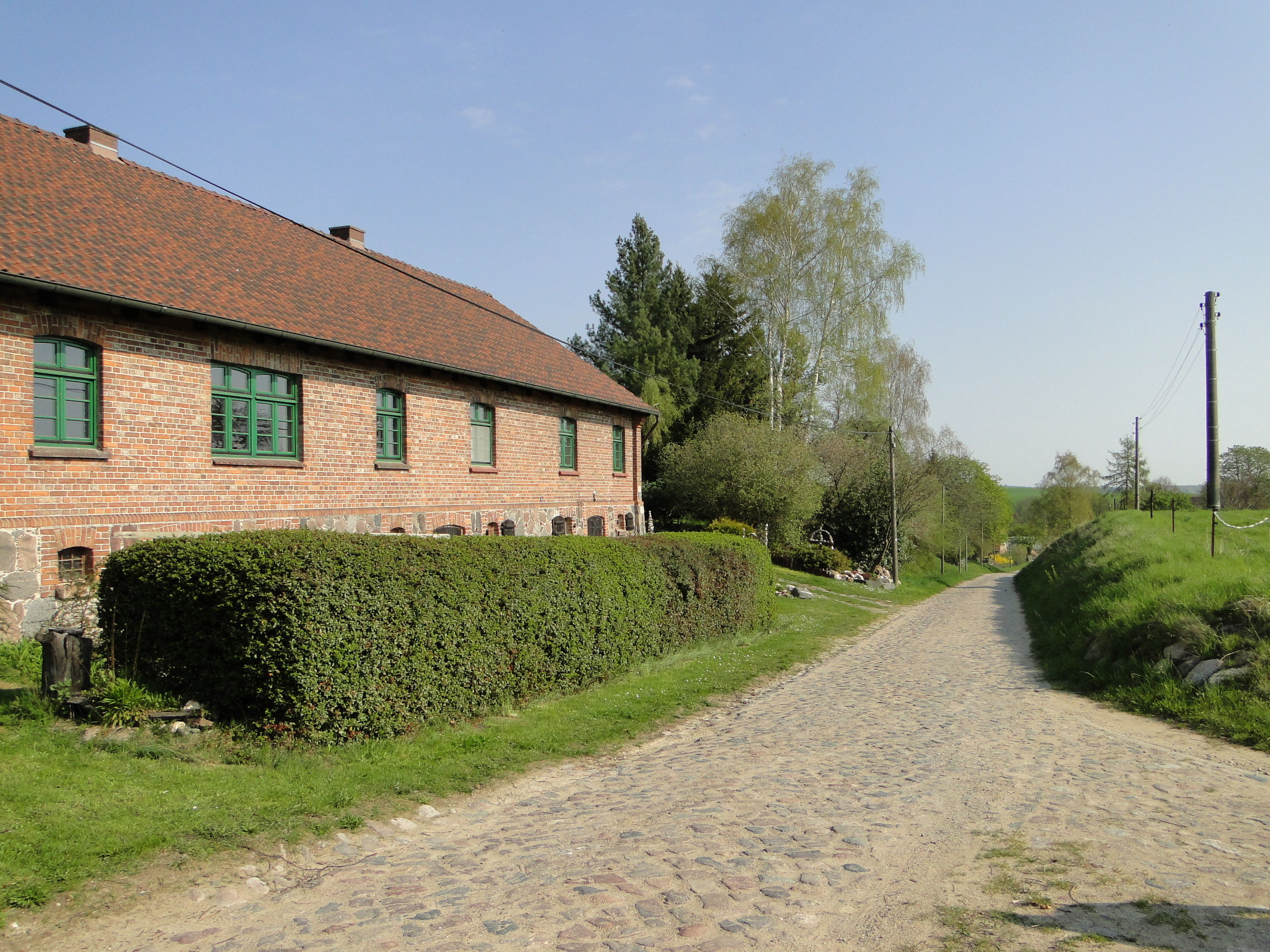
Schnitterkaserne (2011)

Durch den Dobbertiner Amtsmaurermeister Reincke wurde 1879 nach seinen Zeichnungen an der Hanglage des Landweges ein dreinischiger Kathen errichtet. Baumaterial kam von einem Stall aus Altenhagen.
Ende 1914 begann der Dobbertiner Amtsmaurermeister Retzloff mit dem Bau eines dreinischigen Kathens für Tagelöhner mit Kathenstall für Jungvieh und Hühner. Mangels Bauhandwerker durch den Ersten Weltkrieg konnte der Kathen erst Ende 1917 fertig gestellt werden.
Zum Ende des Zweiten Weltkrieges waren im April 1945 nur noch wenige Bewohner in Neuhof geblieben, dazu gehörten die Gutsarbeiter Hermann, Jung, Markgraf, Rossel, Meyer und Schimmer.
Durch Aufsiedlungen wurden bis 1950 einige Neubauernhäuser gebaut, so für die Familien Roßbach, Pätzel, Böttcher, Rossel, Milbrandt und Krause. Nach der Verordnung zur Bodenreform in der Sowjetischen Besatzungszone ab 1945 erhielten 22 Bewerber Bodenreformland, doch in den folgenden Jahren verließen auch zugezogene Umsiedler wie Pahnke, Hinze, Below, Roßbach und Rossel den Ort Neuhof. Durch ehemalige Stadtbewohner wurden in den letzten Jahrzehnten die Häuser modernisiert und werden als Ferienwohnungen genutzt. Auf der linken Seite der Dorfstraße nahe dem Gutshaus steht ein alter Holzschuppen. Hier befand sich früher der Eiskeller des Gutshofes. Derartige Keller waren auf allen Gütern üblich. Sie dienten zur Aufbewahrung der im Winter aus dem Schwarzen und Weißen See gewonnenen Eisblöcke, die man im Sommer zum Kühlen von Speisen und Getränken nutzte.

## Eingemeindung
Seit dem 1. April 1921 wurde das zuvor noch zum Klosteramt Dobbertin gehörende Neuhof ein Ortsteil der politischen Gemeinde Dobbertin und am 30. August 1921 hatte der Gemeindevorstand für Kläden-Neuhof eine Ortssatzung erlassen. Am 1. Oktober 1922 wurde der Ortsteil Spendin der Landgemeinde Kläden-Neuhof zugeordnet.

## Denkmal
Das Gutshaus, Steindamm 12, steht unter Denkmalschutz.

### Gedruckte Quellen
- Mecklenburgisches Urkundenbuch (MUB)
- Mecklebugische Jahrbücher (MJB)
- (Groß) Herzoglich Mecklenburg-Schwerinscher Staats-Kalender 1767–1918, Nr. 1–143.

### Ungedruckte Quellen
Landeshauptarchiv Schwerin (LHAS)
- LHAS 1.4/3 Urkunden Kloster Dobbertin.
- LHAS 3.2-3/1 Landeskloster/Klosteramt Dobbertin.
- LHAS 3.2-4 Ritterschaftliche Brandversicherungsgesellschaft (1762–1932).
- LHAS 5.11-2 Landtagsversammlungen, Landtagsverhandlungen, Landtagsprotokolle, Landtagsausschuß.
- LHAS 5.12-3/1 Mecklenburg-Schwerinsches Ministerium de Innern. Nr. 6788, 1–4 Landgemeinde Neuhof 1921–1943.
- LHAS 5.12-4/2 Mecklenburgisches Ministerium für Landwirtschaft, Domänen und Forsten.
- LHAS 5.12-9/5 Landratsamt Parchim.

Landkreis Nordwestmecklenburg
- Kreisarchiv Nordwestmecklenburg. N 20 Guts- und Herrenhäuser in Mecklenburg-Vorpommern.

## Karten
- Direktorial-Vermessungskarte Von dem Hochadelichen Dobbertinschen Klosteramts 1759.
- Topographisch oekonomisch und militaerische Charte des Herzogthums Mecklenburg-Schwerin und des Fürstenthum Ratzeburg 1788, Klosteramt Dobbertin mit Sandpropsteien vom Grafen Schmettau.
- Bertram Christian von Hoinkhusen, Mecklenburg Atlas mit Beschreibung um 1700, Blatt 61 Beschreibung des Klosteramts Dobbertin.
- Wiebekingsche Karte von Mecklenburg 1786.
- Charte von den Besitzungen des Klosters Dobbertin, Abteilung I. 1822, enthält Neuhof, angefertigt nach den vorhandenen Gutskarten Anno 1822 durch I. H. Zebuhr.
- Preußische Landes-Aufnahme 1880, Großherzogthum Mecklenburg-Schwerin 1882, Dobbertin Nr. 946.
- Wirtschaftskarte Forstamt Dobbertin 1927/1928.
- Offizielle Rad- und Wanderkarte Naturpark Nossentiner/Schwinzer Heide 2010.